# Vodacom Cup 2013
Vodacom Cup 2013 – szesnasta edycja Vodacom Cup, trzeciego poziomu rozgrywek w rugby union w Południowej Afryce.
Prócz czternastu południowoafrykańskich zespołów ponownie w zawodach wziął udział argentyński zespół Pampas XV, a także po raz pierwszy drużyna Limpopo Blue Bulls wydzielona z części terytorium Blue Bulls. Pomimo informacji o powrocie do rozgrywek, ostatecznie ponownie nie wystartował namibijski zespół Welwitschias.
Szesnaście uczestniczących zespołów rywalizowało zatem w pierwszej fazie systemem kołowym podzielone na dwie ośmiozespołowe grupy, następnie czołowe czwórki z każdej z grup awansowały do fazy pucharowej złożonej z ćwierćfinałów, półfinałów i finału.
Obsada ćwierćfinałów była identyczna jak w poprzednim sezonie. Z tych pojedynków zwycięsko wyszły zespoły Golden Lions, Pumas, Western Province i po raz pierwszy Eastern Province Kings. W finale spotkały się dwie drużyny z grupy północnej, Golden Lions i Pumas, a finał na swoją korzyść rozstrzygnęła ta pierwsza, zdobywając swój piąty tytuł w tych rozgrywkach.
Debiutujący w rozgrywkach zespół Limpopo Blue Bulls przegrał wysoko wszystkie spotkania wyraźnie odstając od reszty drużyn – w drugiej kolejce Leopards wynikiem 113–3 pobili rekord zdobytych punktów (113), różnicy punktów (110), przyłożeń (17) i udanych podwyższeń (14) w Vodacom Cup, tydzień później Griquas wynikiem 124–5 zwiększyli te osiągnięcia do 124 punktów, 119 punktów różnicy i 20 przyłożeń. W piątej kolejce zespół Pumas zdobywając 22 podwyższone przyłożenia triumfował 154–0 prócz powyższych rekordów pobił jeszcze najwyższy margines zwycięstwa w historii południowoafrykańskiego rugby (Lowveld-Transkei 163-10 z 1994 roku). W ostatniej, siódmej kolejce zwycięstwem 161-3 poprawiła go jeszcze drużyna Golden Lions, która zdobyła w tym spotkaniu 25 przyłożeń. Spośród nich Anthony Volmink zdobył rekordowe dziewięć zwyciężając w klasyfikacji przyłożeń z trzynastoma, najwięcej punktów w zawodach (154) zdobył zaś Fred Zeilinga.

## Faza grupowa

### Grupa północna
| 9 marca 201315:00 | Limpopo Blue Bulls | 14:50(6:31) | Griffons | Peter Mokaba Stadium, Polokwane Widzów: 100 Sędzia: Nic Rocono |
| 9 marca 201315:00 |                    | 14:50(6:31) |          | Peter Mokaba Stadium, Polokwane Widzów: 100 Sędzia: Nic Rocono |

| 9 marca 201315:00 | Griquas | 32:40(20:21) | Blue Bulls | GWK Park, Kimberley Widzów: 450 Sędzia: Rasta Rasivhenge |
| 9 marca 201315:00 |         | 32:40(20:21) |            | GWK Park, Kimberley Widzów: 450 Sędzia: Rasta Rasivhenge |

| 9 marca 201315:00 | Pumas | 62:0(36:0) | Falcons | Mbombela Stadium, Nelspruit Widzów: 2 020 Sędzia: Gerrie De Bruin |
| 9 marca 201315:00 |       | 62:0(36:0) |         | Mbombela Stadium, Nelspruit Widzów: 2 020 Sędzia: Gerrie De Bruin |

| 9 marca 201315:00 | Golden Lions | 45:15(12:8) | Leopards | Pirates Rugby Club, Greenside, Johannesburg Widzów: 400 Sędzia: Marius van der Westhuizen |
| 9 marca 201315:00 |              | 45:15(12:8) |          | Pirates Rugby Club, Greenside, Johannesburg Widzów: 400 Sędzia: Marius van der Westhuizen |

| 15 marca 201316:00 | Leopards | 113:3(47:3) | Limpopo Blue Bulls | Oppenheimer Stadium, Umzimuhle Sędzia: Rasta Rasivhenge |
| 15 marca 201316:00 |          | 113:3(47:3) |                    | Oppenheimer Stadium, Umzimuhle Sędzia: Rasta Rasivhenge |

| 15 marca 201316:45 | Falcons | 27:22(14:17) | Golden Lions | Barnard Stadium, Kempton Park Sędzia: Nic Rocono |
| 15 marca 201316:45 |         | 27:22(14:17) |              | Barnard Stadium, Kempton Park Sędzia: Nic Rocono |

| 16 marca 201315:00 | Blue Bulls | 42:44(23:31) | Pumas | Loftus Versfeld Stadium, Pretoria Widzów: 500 Sędzia: Sindile Mayende |
| 16 marca 201315:00 |            | 42:44(23:31) |       | Loftus Versfeld Stadium, Pretoria Widzów: 500 Sędzia: Sindile Mayende |

| 16 marca 201315:00 | Griffons | 12:26(0:14) | Griquas | North West Stadium, Welkom Sędzia: Jaco van Heerden |
| 16 marca 201315:00 |          | 12:26(0:14) |         | North West Stadium, Welkom Sędzia: Jaco van Heerden |

| 22 marca 201319:00 | Leopards | 47:16(26:13) | Falcons | Olën Park, Potchefstroom Widzów: 700 Sędzia: Jaco van Heerden |
| 22 marca 201319:00 |          | 47:16(26:13) |         | Olën Park, Potchefstroom Widzów: 700 Sędzia: Jaco van Heerden |

| 23 marca 201315:00 | Golden Lions | 26:54(19:30) | Blue Bulls | Ellis Park, Johannesburg Widzów: 1 000 Sędzia: Sindile Mayende |
| 23 marca 201315:00 |              | 26:54(19:30) |            | Ellis Park, Johannesburg Widzów: 1 000 Sędzia: Sindile Mayende |

| 23 marca 201315:00 | Limpopo Blue Bulls | 5:124(5:38) | Griquas | Chris Wiid Stadium, Groblersdal Widzów: 200 Sędzia: Lusanda Jam |
| 23 marca 201315:00 |                    | 5:124(5:38) |         | Chris Wiid Stadium, Groblersdal Widzów: 200 Sędzia: Lusanda Jam |

| 23 marca 201316:00 | Pumas | 64:7(26:7) | Griffons | Nelspruit Rugby Club, Nelspruit Widzów: 2 300 Sędzia: Tiaan Jonker |
| 23 marca 201316:00 |       | 64:7(26:7) |          | Nelspruit Rugby Club, Nelspruit Widzów: 2 300 Sędzia: Tiaan Jonker |

| 5 kwietnia 201315:00 | Griquas | 31:47(24:14) | Pumas | GWK Park, Kimberley Widzów: 2 500 Sędzia: Ben Crouse |
| 5 kwietnia 201315:00 |         | 31:47(24:14) |       | GWK Park, Kimberley Widzów: 2 500 Sędzia: Ben Crouse |

| 5 kwietnia 201318:30 | Griffons | 30:19(10:11) | Golden Lions | North West Stadium, Welkom Widzów: 129 Sędzia: Jaco Kotze |
| 5 kwietnia 201318:30 |          | 30:19(10:11) |              | North West Stadium, Welkom Widzów: 129 Sędzia: Jaco Kotze |

| 6 kwietnia 201315:00 | Limpopo Blue Bulls | 7:69(0:40) | Falcons | Hans Merensky Hoërskool, Tzaneen Sędzia: Eduan Nel |
| 6 kwietnia 201315:00 |                    | 7:69(0:40) |         | Hans Merensky Hoërskool, Tzaneen Sędzia: Eduan Nel |

| 6 kwietnia 201315:00 | Blue Bulls | 26:33(16:9) | Leopards | Loftus Versfeld Stadium, Pretoria Sędzia: Jason Jaftha |
| 6 kwietnia 201315:00 |            | 26:33(16:9) |          | Loftus Versfeld Stadium, Pretoria Sędzia: Jason Jaftha |

| 12 kwietnia 201315:00 | Golden Lions | 24:11(17:6) | Griquas | UJ Stadium, Johannesburg Widzów: 500 Sędzia: Jaco van Heerden |
| 12 kwietnia 201315:00 |              | 24:11(17:6) |         | UJ Stadium, Johannesburg Widzów: 500 Sędzia: Jaco van Heerden |

| 12 kwietnia 201317:05 | Leopards | 27:7(6:0) | Griffons | Olën Park, Potchefstroom Sędzia: Cwengile Jadezweni |
| 12 kwietnia 201317:05 |          | 27:7(6:0) |          | Olën Park, Potchefstroom Sędzia: Cwengile Jadezweni |

| 13 kwietnia 201315:00 | Pumas | 154:0(70:0) | Limpopo Blue Bulls | Mbombela Stadium, Nelspruit Sędzia: Tiaan Jonker |
| 13 kwietnia 201315:00 |       | 154:0(70:0) |                    | Mbombela Stadium, Nelspruit Sędzia: Tiaan Jonker |

| 13 kwietnia 201315:00 | Falcons | 14:74(7:38) | Blue Bulls | High School Hugenote, Springs Widzów: 1 000 Sędzia: Lourens van der Merwe |
| 13 kwietnia 201315:00 |         | 14:74(7:38) |            | High School Hugenote, Springs Widzów: 1 000 Sędzia: Lourens van der Merwe |

| 19 kwietnia 201318:30 | Griffons | 17:6(7:6) | Falcons | North West Stadium, Welkom Widzów: 100 Sędzia: Eduan Nel |
| 19 kwietnia 201318:30 |          | 17:6(7:6) |         | North West Stadium, Welkom Widzów: 100 Sędzia: Eduan Nel |

| 19 kwietnia 201319:10 | Pumas | 14:23(0:10) | Golden Lions | Mbombela Stadium, Nelspruit Widzów: 2 500 Sędzia: Lusanda Jam |
| 19 kwietnia 201319:10 |       | 14:23(0:10) |              | Mbombela Stadium, Nelspruit Widzów: 2 500 Sędzia: Lusanda Jam |

| 20 kwietnia 201315:00 | Limpopo Blue Bulls | 0:110(0:47) | Blue Bulls | Mogol Club, Lephalale Widzów: 200 |
| 20 kwietnia 201315:00 |                    | 0:110(0:47) |            | Mogol Club, Lephalale Widzów: 200 |

| 20 kwietnia 201315:30 | Griquas | 32:26(19:7) | Leopards | GWK Park, Kimberley Sędzia: Lesego Legoete |
| 20 kwietnia 201315:30 |         | 32:26(19:7) |          | GWK Park, Kimberley Sędzia: Lesego Legoete |

| 26 kwietnia 201319:00 | Leopards | 28:29(6:13) | Pumas | Olën Park, Potchefstroom Widzów: 400 Sędzia: Jonathan Kaplan |
| 26 kwietnia 201319:00 |          | 28:29(6:13) |       | Olën Park, Potchefstroom Widzów: 400 Sędzia: Jonathan Kaplan |

| 27 kwietnia 201314:45 | Blue Bulls | 89:10(26:3) | Griffons | Loftus Versfeld Stadium, Pretoria Sędzia: Sindile Mayende |
| 27 kwietnia 201314:45 |            | 89:10(26:3) |          | Loftus Versfeld Stadium, Pretoria Sędzia: Sindile Mayende |

| 27 kwietnia 201315:00 | Falcons | 7:40(0:21) | Griquas | Barnard Stadium, Kempton Park Widzów: 500 Sędzia: Jaco van Heerden |
| 27 kwietnia 201315:00 |         | 7:40(0:21) |         | Barnard Stadium, Kempton Park Widzów: 500 Sędzia: Jaco van Heerden |

| 27 kwietnia 201315:00 | Golden Lions | 161:3(74:3) | Limpopo Blue Bulls | Alberton Rugby Club, Alberton Widzów: 2 600 Sędzia: Lihan Pretorius |
| 27 kwietnia 201315:00 |              | 161:3(74:3) |                    | Alberton Rugby Club, Alberton Widzów: 2 600 Sędzia: Lihan Pretorius |

### Grupa południowa
| 8 marca 201316:30 | Sharks XV | 72:6(27:6) | Border Bulldogs | Kings Park Stadium, Durban Widzów: 50 Sędzia: Marius Jonker |
| 8 marca 201316:30 |           | 72:6(27:6) |                 | Kings Park Stadium, Durban Widzów: 50 Sędzia: Marius Jonker |

| 8 marca 201319:00 | SWD Eagles | 8:31(5:16) | Cheetahs | Outeniqua Park, George Sędzia: Stuart Berry |
| 8 marca 201319:00 |            | 8:31(5:16) |          | Outeniqua Park, George Sędzia: Stuart Berry |

| 9 marca 201314:45 | Boland Cavaliers | 17:17(7:10) | Western Province | Victoria Park, Ceres Sędzia: Juan Sylvestre |
| 9 marca 201314:45 |                  | 17:17(7:10) |                  | Victoria Park, Ceres Sędzia: Juan Sylvestre |

| 9 marca 201316:45 | Eastern Province Kings | 20:20(14:9) | Pampas XV | Nelson Mandela Bay Stadium, Port Elizabeth Widzów: 4 550 Sędzia: Francois Pretorius |
| 9 marca 201316:45 |                        | 20:20(14:9) |           | Nelson Mandela Bay Stadium, Port Elizabeth Widzów: 4 550 Sędzia: Francois Pretorius |

| 15 marca 201319:00 | SWD Eagles | 17:22(7:17) | Pampas XV | Outeniqua Park, George Sędzia: Marius van der Westhuizen |
| 15 marca 201319:00 |            | 17:22(7:17) |           | Outeniqua Park, George Sędzia: Marius van der Westhuizen |

| 16 marca 201314:15 | Cheetahs | 23:27(11:14) | Boland Cavaliers | CUT Stadium, Bloemfontein Widzów: 1 000 Sędzia: Archie Sehlako |
| 16 marca 201314:15 |          | 23:27(11:14) |                  | CUT Stadium, Bloemfontein Widzów: 1 000 Sędzia: Archie Sehlako |

| 16 marca 201315:00 | Border Bulldogs | 22:30(10:22) | Eastern Province Kings | Buffalo City Stadium, East London Sędzia: Ben Crouse |
| 16 marca 201315:00 |                 | 22:30(10:22) |                        | Buffalo City Stadium, East London Sędzia: Ben Crouse |

| 16 marca 201315:30 | Western Province | 23:24(9:14) | Sharks XV | City Park Stadium, Crawford Sędzia: Matt Kemp |
| 16 marca 201315:30 |                  | 23:24(9:14) |           | City Park Stadium, Crawford Sędzia: Matt Kemp |

| 22 marca 201319:00 | Eastern Province Kings | 18:43(8:31) | Western Province | NMMU Stadium, Port Elizabeth Widzów: 3 400 Sędzia: Lesego Legoete |
| 22 marca 201319:00 |                        | 18:43(8:31) |                  | NMMU Stadium, Port Elizabeth Widzów: 3 400 Sędzia: Lesego Legoete |

| 23 marca 201314:45 | Sharks XV | 34:33(20:18) | Cheetahs | Kings Park Stadium, Durban Sędzia: Craig Joubert |
| 23 marca 201314:45 |           | 34:33(20:18) |          | Kings Park Stadium, Durban Sędzia: Craig Joubert |

| 23 marca 201316:00 | Pampas XV | 45:26(24:9) | Border Bulldogs | A.F. Markötter Stadium, Stellenbosch Sędzia: Marius Jonker |
| 23 marca 201316:00 |           | 45:26(24:9) |                 | A.F. Markötter Stadium, Stellenbosch Sędzia: Marius Jonker |

| 23 marca 201316:00 | Boland Cavaliers | 12:44(12:13) | SWD Eagles | Callie de Wet Stadium, Robertson Widzów: 3 000 Sędzia: Juan Sylvestre |
| 23 marca 201316:00 |                  | 12:44(12:13) |            | Callie de Wet Stadium, Robertson Widzów: 3 000 Sędzia: Juan Sylvestre |

| 5 kwietnia 201319:00 | SWD Eagles | 22:26(12:13) | Sharks XV | Outeniqua Park, George Widzów: 1 200 Sędzia: Quinton Immelman |
| 5 kwietnia 201319:00 |            | 22:26(12:13) |           | Outeniqua Park, George Widzów: 1 200 Sędzia: Quinton Immelman |

| 6 kwietnia 201314:45 | Cheetahs | 13:17(5:8) | Eastern Province Kings | Free State Stadium, Bloemfontein Sędzia: Sindile Mayende |
| 6 kwietnia 201314:45 |          | 13:17(5:8) |                        | Free State Stadium, Bloemfontein Sędzia: Sindile Mayende |

| 6 kwietnia 201315:30 | Western Province | 22:13(13:13) | Border Bulldogs | Paarl Rugby Club, Paarl Sędzia: Juan Sylvestre |
| 6 kwietnia 201315:30 |                  | 22:13(13:13) |                 | Paarl Rugby Club, Paarl Sędzia: Juan Sylvestre |

| 6 kwietnia 201316:00 | Boland Cavaliers | 23:65(10:23) | Pampas XV | Boland Stadium, Wellington Widzów: 2 200 Sędzia: Matt Kemp |
| 6 kwietnia 201316:00 |                  | 23:65(10:23) |           | Boland Stadium, Wellington Widzów: 2 200 Sędzia: Matt Kemp |

| 12 kwietnia 201315:00 | Eastern Province Kings | 52:10(38:5) | SWD Eagles | NMMU Stadium, Port Elizabeth Widzów: 1 000 Sędzia: Marius van der Westhuizen |
| 12 kwietnia 201315:00 |                        | 52:10(38:5) |            | NMMU Stadium, Port Elizabeth Widzów: 1 000 Sędzia: Marius van der Westhuizen |

| 12 kwietnia 201316:30 | Sharks XV | 54:24(34:10) | Boland Cavaliers | Kings Park Stadium, Durban Widzów: 200 Sędzia: Quinton Immelman |
| 12 kwietnia 201316:30 |           | 54:24(34:10) |                  | Kings Park Stadium, Durban Widzów: 200 Sędzia: Quinton Immelman |

| 13 kwietnia 201314:30 | Pampas XV | 17:28(12:5) | Western Province | Newlands Stadium, Kapsztad Widzów: 2 000 Sędzia: Pieter Janse van Vuuren |
| 13 kwietnia 201314:30 |           | 17:28(12:5) |                  | Newlands Stadium, Kapsztad Widzów: 2 000 Sędzia: Pieter Janse van Vuuren |

| 13 kwietnia 201315:00 | Border Bulldogs | 25:26(12:12) | Cheetahs | University of Fort Hare, Alice Widzów: 500 Sędzia: Francois Groenewald |
| 13 kwietnia 201315:00 |                 | 25:26(12:12) |          | University of Fort Hare, Alice Widzów: 500 Sędzia: Francois Groenewald |

| 19 kwietnia 201317:05 | Border Bulldogs | 26:25(12:10) | Boland Cavaliers | Buffalo City Stadium, East London Sędzia: Lourens van der Merwe |
| 19 kwietnia 201317:05 |                 | 26:25(12:10) |                  | Buffalo City Stadium, East London Sędzia: Lourens van der Merwe |

| 20 kwietnia 201315:00 | Pampas XV | 38:32(28:10) | Cheetahs | A.F. Markötter Stadium, Stellenbosch Sędzia: Francois Pretorius |
| 20 kwietnia 201315:00 |           | 38:32(28:10) |          | A.F. Markötter Stadium, Stellenbosch Sędzia: Francois Pretorius |

| 20 kwietnia 201315:30 | Western Province | 34:27(20:13) | SWD Eagles | Helderberg Rugby Club, Strand |
| 20 kwietnia 201315:30 |                  | 34:27(20:13) |            | Helderberg Rugby Club, Strand |

| 20 kwietnia 201316:15 | Eastern Province Kings | 27:23(3:15) | Sharks XV | Nelson Mandela Bay Stadium, Port Elizabeth Widzów: 500 Sędzia: Ben Crouse |
| 20 kwietnia 201316:15 |                        | 27:23(3:15) |           | Nelson Mandela Bay Stadium, Port Elizabeth Widzów: 500 Sędzia: Ben Crouse |

| 26 kwietnia 201318:00 | Sharks XV | 46:31(36:5) | Pampas XV | Kings Park Stadium, Durban Widzów: 1 062 Sędzia: Rasta Rasivhenge |
| 26 kwietnia 201318:00 |           | 46:31(36:5) |           | Kings Park Stadium, Durban Widzów: 1 062 Sędzia: Rasta Rasivhenge |

| 26 kwietnia 201319:10 | SWD Eagles | 19:25(12:12) | Border Bulldogs | Outeniqua Park, George Sędzia: Archie Sehlako |
| 26 kwietnia 201319:10 |            | 19:25(12:12) |                 | Outeniqua Park, George Sędzia: Archie Sehlako |

| 27 kwietnia 201316:00 | Boland Cavaliers | 23:27(13:8) | Eastern Province Kings | Wesbank Sports Grounds, Malmesbury Widzów: 4 800 Sędzia: Gerrie De Bruin |
| 27 kwietnia 201316:00 |                  | 23:27(13:8) |                        | Wesbank Sports Grounds, Malmesbury Widzów: 4 800 Sędzia: Gerrie De Bruin |

| 27 kwietnia 201316:45 | Cheetahs | 37:41(17:24) | Western Province | Free State Stadium, Bloemfontein Widzów: 4 000 Sędzia: Marius Jonker |
| 27 kwietnia 201316:45 |          | 37:41(17:24) |                  | Free State Stadium, Bloemfontein Widzów: 4 000 Sędzia: Marius Jonker |

## Faza pucharowa
|  |                        |                        |                        |                        |    |              |              |          |  |  |       |       |       |
|  | Ćwierćfinał            | Ćwierćfinał            | Ćwierćfinał            |                        |    | Półfinał     | Półfinał     | Półfinał |  |  | Finał | Finał | Finał |
|  | Ćwierćfinał            | Ćwierćfinał            | Ćwierćfinał            |                        |    | Półfinał     | Półfinał     | Półfinał |  |  | Finał | Finał | Finał |
|  | 3 maja 2013            |                        |                        |                        |    |              |              |          |  |  |       |       |       |
|  |                        |                        |                        |                        |    |              |              |          |  |  |       |       |       |
|  | Pumas                  | Pumas                  | 44                     |                        |    |              |              |          |  |  |       |       |       |
|  | Pumas                  | Pumas                  | 44                     | 10 maja 2013           |    |              |              |          |  |  |       |       |       |
|  | Pampas XV              | Pampas XV              | 37                     |                        |    |              |              |          |  |  |       |       |       |
|  | Pampas XV              | Pampas XV              | 37                     |                        |    | Pumas        | Pumas        | 39       |  |  |       |       |       |
|  | 4 maja 2013            |                        |                        |                        |    | Pumas        | Pumas        | 39       |  |  |       |       |       |
|  |                        |                        | Eastern Province Kings | Eastern Province Kings | 13 |              |              |          |  |  |       |       |       |
|  | Blue Bulls             | Blue Bulls             | Eastern Province Kings | Eastern Province Kings | 13 | 31           |              |          |  |  |       |       |       |
|  | Blue Bulls             | Blue Bulls             |                        |                        |    | 31           | 17 maja 2013 |          |  |  |       |       |       |
|  | Eastern Province Kings | Eastern Province Kings | 34                     |                        |    |              |              |          |  |  |       |       |       |
|  | Eastern Province Kings | Eastern Province Kings | 34                     |                        |    | Pumas        | Pumas        | 28       |  |  |       |       |       |
|  | 3 maja 2013            |                        |                        |                        |    | Pumas        | Pumas        | 28       |  |  |       |       |       |
|  |                        |                        | Golden Lions           | Golden Lions           | 42 |              |              |          |  |  |       |       |       |
|  | Sharks XV              | Sharks XV              | Golden Lions           | Golden Lions           | 42 | 25           |              |          |  |  |       |       |       |
|  | Sharks XV              | Sharks XV              | 11 maja 2013           |                        |    | 25           |              |          |  |  |       |       |       |
|  | Golden Lions           | Golden Lions           | 42                     |                        |    |              |              |          |  |  |       |       |       |
|  | Golden Lions           | Golden Lions           | 42                     |                        |    | Golden Lions | Golden Lions | 44       |  |  |       |       |       |
|  | 4 maja 2013            |                        |                        |                        |    | Golden Lions | Golden Lions | 44       |  |  |       |       |       |
|  |                        |                        | Western Province       | Western Province       | 25 |              |              |          |  |  |       |       |       |
|  | Western Province       | Western Province       | Western Province       | Western Province       | 25 | 21           |              |          |  |  |       |       |       |
|  | Western Province       | Western Province       |                        |                        |    |              |              |          |  |  |       |       |       |
|  | Griquas                | Griquas                | 13                     |                        |    |              |              |          |  |  |       |       |       |
|  | Griquas                | Griquas                | 13                     |                        |    |              |              |          |  |  |       |       |       |

| 3 maja 201319:10 | Pumas | 44:37(27:15) | Pampas XV | Mbombela Stadium, Nelspruit Sędzia: Jaco van Heerden |
| 3 maja 201319:10 |       | 44:37(27:15) |           | Mbombela Stadium, Nelspruit Sędzia: Jaco van Heerden |

| 4 maja 201316:30 | Blue Bulls | 31:34(17:6) | Eastern Province Kings | Loftus Versfeld Stadium, Pretoria Sędzia: Tiaan Jonker |
| 4 maja 201316:30 |            | 31:34(17:6) |                        | Loftus Versfeld Stadium, Pretoria Sędzia: Tiaan Jonker |

| 3 maja 201315:00 | Sharks XV | 25:42(16:18) | Golden Lions | Kings Park Stadium, Durban Widzów: 1 000 Sędzia: Ben Crouse |
| 3 maja 201315:00 |           | 25:42(16:18) |              | Kings Park Stadium, Durban Widzów: 1 000 Sędzia: Ben Crouse |

| 4 maja 201315:30 | Western Province | 21:13(10:10) | Griquas | Newlands Stadium, Kapsztad Sędzia: Sindile Mayende |
| 4 maja 201315:30 |                  | 21:13(10:10) |         | Newlands Stadium, Kapsztad Sędzia: Sindile Mayende |

| 10 maja 201316:30 | Pumas | 39:13(19:7) | Eastern Province Kings | Mbombela Stadium, Nelspruit Sędzia: Tiaan Jonker |
| 10 maja 201316:30 |       | 39:13(19:7) |                        | Mbombela Stadium, Nelspruit Sędzia: Tiaan Jonker |

| 11 maja 201314:15 | Golden Lions | 44:25(18:14) | Western Province | Ellis Park, Johannesburg Sędzia: Marius Jonker |
| 11 maja 201314:15 |              | 44:25(18:14) |                  | Ellis Park, Johannesburg Sędzia: Marius Jonker |

| 17 maja 201319:10 | Pumas | 28:42(20:23) | Golden Lions | Mbombela Stadium, Nelspruit Widzów: 9 100 Sędzia: Marius van der Westhuizen |
| 17 maja 201319:10 |       | 28:42(20:23) |              | Mbombela Stadium, Nelspruit Widzów: 9 100 Sędzia: Marius van der Westhuizen |